# Ecomuseu
O ecomuseu é um conceito de museus colocado em prática na década de 1971, na França. Neste tipo de museu, membros de uma comunidade tornam-se atores do processo de formulação, execução e manutenção do mesmo, sendo ou podendo ser em algum momento, assessorados por um museólogo.
Um "ecomuseu" é o modelo contemporâneo de museu, seguindo os atuais paradigmas científico-filosóficos em oposição ao modelo tradicionalista cartesiano. O prefixo "eco" faz alusão tanto ao entorno natural, a ecologia, como ao entorno social, a ecologia humana.

## Origem
O primeiro anúncio público do termo "ecomuseu" foi feito em Dijon, no ano 1971, por Robert Poujade, na altura presidente da câmara municipal desta cidade francesa e ministro adjunto do Primeiro-ministro responsável pela protecção da natureza e do meio ambiente, um cargo que se pode considerar precursor dos ministérios do Ambiente.
Esta referência ao  termo "ecomuseu" foi feita por Poujade durante a 9ª Conferência  Geral do ICOM, Conselho Internacional de Museus, mas o criador da palavra "ecomuseu" terá sido ou Hugues de Varine ou Georges Henri Rivière, dependendo dos autores consultados.
O termo "ecomuseu" surgiu durante um almoço num restaurante, na Avenida de Ségur, em Paris, em 1971. Neste encontro, para além de Varine, estavam também Rivière e Serge Antoine, conselheiro do governante Robert Poujade.
Se se pode dizer que o conceito "ecomuseu" foi gestado por Hugues de Varine, o seu esboço já existia nos pensamentos de Georges Henri Rivière, que podem ser considerados uma base para o que Varine definiria de "museu ecológico", no sentido de museu do homem e da natureza, relativo a um território sobre o qual vive uma população.

### Implantação em França
Rivière e Varine, foram os primeiros secretários gerais do lCOM e desempenharam um papel fundamental para o surgimento do conceito de ecomuseu, em França, depois da II Guerra Mundial, e ao seu nascimento. Um nascimento que aproveitou a tomada de consciência, por parte do estado francês, do seu excessivo centralismo por volta da década de 1950 e início dos anos 60, numa altura em que cresceram problemas como o baixo nível de vida ou o êxodo rural.
Em 1963, a aplicação de uma nova política de ordenamento do território vai tornar turismo numa importante fonte de receita, particularmente para determinadas zonas rurais, especialmente as que se encontram em áreas protegidas, onde em 1967 começam a ser  criados parques naturais regionais. Os financiamentos destinados aos parques permitem a criação de estruturas museográficas e as novas ideias, ligadas à "Nova Museologia", vão sendo postas em prática, com o conceito de ecomuseu a implantar-se e a desenvolver-se, criando um estatuto próprio.
Ainda em 1971 a Maison de l’Homme et de l’Industrie criou na localidade de Creusot, o que pode ser considerado de protótipo de ecomuseu, onde a ideia era levar os visitantes a tomar iniciativa e a apropriar-se das acções do museu.

## Definição
De acordo com palavras de Rivière, o conceito de ecomuseu é evolutivo e como tal não pode ser definido de forma estática,
acompanhando a evolução da sociedade e sendo uma instituição dinâmica.
O Rivière citaria F. Hubert, em 1993, afirmando que ele próprio, Rivière, teria construído três versões diferentes da definição evolutiva do ecomuseu, remontando a primeira ao ano de 1973, em que caracterizava o ecomuseu como um museu de um novo género, tendo por base três noções: a interdisciplinaridade baseada na ecologia, união com a comunidade e a participação desta comunidade na sua construção e no seu funcionamento. Já três anos depois, em 1976, surgiria a segunda definição, referindo a sua estrutura como um museu que surge violentamente, formado por um organismo primário coordenador e organismos secundários, tendo como um dos seus objectivos a interpretação do meio ambiente natural e cultural, no tempo e no espaço. A terceira versão, em 1980, entende o ecomuseu como o museu instrumento dos indivíduos e da natureza, museu do tempo, museu do espaço, sendo por isso o local de excelência para a real expressão da humanidade e da natureza.
Neste quadro, pode recorrer-se à definição que Jean Clair apresentou no seu livro de 1976, em que descreve o ecomuseu como
"Museu do espaço e museu do tempo, ele se ocupa de apresentar, por sua vez, as variações de diversos lugares num mesmo tempo, de acordo com uma perspectiva sincrônica, e as variações de um mesmo lugar em diversos tempos, de acordo com uma perspectiva diacrônica."
Na mesma obra, referindo-se à necessidade de agir para proteger estes conjuntos ambientais, Clair explica ainda que "O que o Ecomuseu postula, mais do que uma participação do público, é uma cooperação dos habitantes.".
Entretanto, Varine constatou em 2005 que o termo "ecomuseu", em virtude de uma série de mal-entendidos, foi sendo usado quer para designar esquemas inovadores, quer em projectos convencionais.

### Diferença para a forma tradicional
As diferenças entre o "museu" e o "ecomuseu" podem ser baseadas nas definições da "Nova Museologia" onde, por exemplo, André Desvallées, identifica uma nova preocupação com o público e com a forma como o espaço se dirige ao público. Um preocupação que não se foca na quantidade de público, mas sim na qualidade na interacção que possa haver entre o indivíduo e o objecto.
Em concreto, para Varine, o "novo museu" é diferente do "museu" tradicional em três vértices. Uma vertente é o realce dado ao território, seja meio ambiente ou local, em vez de se realçar o prédio institucional. Outro ponto está na ênfase colocada no património, em vez de ser dada à colecção e por fim, a importância dada comunidade em oposição ao enfoque dado aos visitantes nos museus tradicionais.
Varine, em 1974, sintetizou estas ideias neste quadro:
| Museu tradicional | Ecomuseu   |
| ----------------- | ---------- |
| Colecção          | Património |
| Público           | Comunidade |
| Edifício          | Território |

## Ecomuseus em Portugal
Em 1979, surgiu em Portugal a ideia de criação de um ecomuseu, ligada ao Parque Natural da Serra da Estrela. Este projecto, que contou com a participação de profissionais locais e do próprio Georges Henri Rivière, não chegou então a ser implantado. Entretanto, estas ideias foram-se solidificando no Seixal, com o primeiro ecomuseu em solo português a ser inaugurado em 1982: o Ecomuseu Municipal do Seixal.